# Giambattista Andreini
Giambattista Andreini o Giovan Battista Andreini (Florencia, 9 de febrero de 1571 – Reggio Emilia, 7 de junio de 1654) fue un actor y dramaturgo italiano de la Commedia dell'arte, hijo de los actores Isabella y Francesco Andreini.
Se casó en 1601 con Virginia Ramponi-Andreini, como él actriz y cantante. Heredó de su padre la dirección de la agrupación "I Gelosi" (Los Celosos), y más tarde, en Francia, se distinguió al frente de la "Compagnia dei Fedeli" (Los Fieles), una de las primeras manifestaciones de la Comédie Italienne. Se estima que su primera actuación para la corte real parisina ocurrió en 1613; tanto él como su esposa llegaron a ser grandes favoritos de Luis XIII de Francia y el gran público por sus interpretaciones de la pareja de  innamorati Lelio y "Florinda". En París, coincidieron con la Compañía de Tristano Martinelli (1557-1630), quizá el más osado de los cómicos italianos en la corte francesa.
En 1630, año de la peste, regresaron a Italia falleciendo su esposa en Bolonia.

## Obra
Fue autor de numerosas comedias, entre ellas:
- Florinda (1603), que dedicó a su joven esposa;
- La turca (1608);
- Lo schivetto (1612);
- La veneciana (1619);
- Amor en el espejo (1622);
- La sultana (1622);
- La centaura (París, 1622);
- Las dos comedias en comedia (1623);
- La campanaccia (1627);
- La rosella (1632);
- Il duo baci (1634);
- La rosa (1638).

Y otras de carácter religioso como:
- L'Adamo (Milán, 1613);[nota 1]
- La Magdalena (Mantua, 1617);
- La Magdalena lasciva e penitente (1652);